# Fritz Edlinger
Fritz Edlinger (* 26. Jänner 1948 in Wien; † 4. Dezember 2024) war ein österreichischer Politiker und Publizist. Edlinger veröffentlichte zahlreiche Artikel in Zeitungen und Zeitschriften über Palästina und Israel und gab mehrere Bücher über die arabische Welt heraus.

## Biografie
Fritz Edlinger absolvierte seine Schulausbildung bis zur Matura 1964 in Wien. In den 1960er Jahren war er dort im Verband Sozialistischer Mittelschüler aktiv.
Er studierte Geschichte, Germanistik und Politikwissenschaften an der Universität Wien. Von 1971 bis 1973 war er Bildungssekretär der Sozialistischen Jugend Österreich. Im September 1974 nahm er als Delegierter der österreichischen Jungsozialisten an der Feier zum fünften Jahrestag der libyschen »Revolution« in Tripolis teil und sprach dort mit Muammar al-Gaddafi. Von 1973 bis 1976 war er Wissenschaftlicher Mitarbeiter im Wiener Institut für Entwicklungsfragen.
Ab 1979 gab Edlinger die Zeitschrift International heraus. Von 1980 bis 1984 war er Bundesvorsitzender der Jungen Generation. In einem Interview im April 1984 beklagte er die Entpolitisierung der SPÖ.
Ab 1996 war er Generalsekretär der Gesellschaft für Österreichisch-Arabische Beziehungen (GÖAB) und von 1997 bis 2002 Vertreter der SPÖ im Nahost-Komitee der Sozialistischen Internationale.
Fritz Edlinger verstarb wenige Wochen vor seinem 77. Geburtstag im Zuge eines medizinischen Eingriffs. Er wurde am Neustifter Friedhof bestattet.
Sein Bruder Rudolf Edlinger war von 1997 bis 2000 österreichischer Finanzminister.

## Publikationen (Auswahl)

### Artikel
- Israels Staatsterroristen zur Räson bringen. In: Die Furche, 25. Oktober 2001.
- Gerechtigkeit! über den aktuellen Gaza-Konflikt Kurier, 4. August 2014.
- Israel – Palästina: Die Zwei-Staaten-Lösung ist de facto tot Kurier, 16. Oktober 2017.
- Israel-Österreich: Die herzliche Leugnung von Realität Wiener Zeitung, 12. November 2019.
- Der Tiefpunkt in der UN-Geschichte ist ein anderer Die Presse, 9. Oktober 2024.

### Als Herausgeber
- Befreiungskampf in Palästina. Von der Madrid-Konferenz zur Al Aqsa-Intifada. Wien: Promedia, 2001.
- mit Erwin M. Ruprechtsberger: Libyen. Geschichte-Landschaft-Gesellschaft-Politik. Wien: Promedia, 2009.
- Libyen. Hintergründe, Analysen, Berichte. Wien: Promedia, 2011.
- Mit Spraydose und Pinsel gegen die Besatzung. Graffiti in Palästina. Wien: Promedia, 2015.
- mit Tyma Kraitt: Syrien. Ein Land im Krieg. Hintergründe, Analysen, Berichte. Wien: Promedia, 2015.
- Der Nahe Osten brennt. Zwischen syrischem Bürgerkrieg und Weltkrieg. Wien: Promedia, 2016.
- Palästina – Hundert Jahre leere Versprechen. Geschichte eines Weltkonflikts. Wien: Promedia, 2017 (mit Beiträgen von Salah Abdel Shafi, Nasser al-Kidwa, Nur Arafeh, Omar Barghouti, Tariq Dana, Richard Falk, Roger Heacock, Rashid Khalidi, Miko Peled, Vijay Prashad, Ludwig Watzal und Petra Wild).
- mit Matin Baraki: Krise am Golf. Hintergründe, Analysen, Berichte. Wien: Promedia, 2020.
- mit Günther Lanier: Krisenregion Sahel. Hintergründe, Analysen, Berichte. Wien: Promedia, 2022.